# Día Mundial de la Asistencia Humanitaria
El Día Mundial de la Asistencia Humanitaria es una jornada que se celebra anualmente el 19 de agosto desde 2009, instaurada por la Asamblea General de las Naciones Unidas en el 2008.

## Proclamación
El Día Mundial de la Asistencia Humanitaria se proclamó en memoria de un trágico evento ocurrido en 2003. Un atentado en Bagdad causó la muerte de 22 trabajadores humanitarios, incluyendo a Sergio Vieira de Mello, Representante Especial del Secretario General de la ONU para Irak. El 11 de diciembre de 2008, la Asamblea General de la ONU estableció dentro de la Resolución Omnibus, patrocinada por Suecia, la celebración de este día para honrar a todo el personal humanitario y de la ONU que ha perdido la vida en el cumplimiento de su deber.

## Celebración
Se celebra el 19 de agosto de cada año para recordar el atentado de Bagdad en 2003 y destacar el compromiso de los trabajadores humanitarios. La primera celebración fue en 2009. Cada año, el día se centra en un tema específico que resalta la supervivencia, el bienestar y la dignidad de las personas afectadas por crisis, así como la seguridad de los trabajadores humanitarios,y es organizado por la Oficina de las Naciones Unidas para la Coordinación de Asuntos Humanitarios (OCHA).

## Temas
- 2009: The first World Humanitarian Day,[5]('El primer Día Mundial de la Asistencia Humanitaria')
- 2010: We are Humanitarian Workers,[6] ('Somos trabajadores humanitarios')
- 2011: People helping people,[7] ('Gente ayudando a gente')
- 2012: I was here,[8] ('Yo estuve aquí')
- 2013: The world needs more,[9] ('El mundo necesita más')
- 2014: Humanitarian Heroes,[10] ('Héroes humanitarios')
- 2015: Inspiring the World’s Humanity,[11] ('Inspirando la humanidad del mundo')
- 2016: Impossible Choices,[12] ('Decisiones imposibles')
- 2017-2018: NOT A TARGET,[13][14] ('NO UN OBJETIVO')
- 2019: Women Humanitarians,[15] ('Mujeres humanitarias')
- 2020: Real Life Heroes,[16] ('Héroes de la vida real')
- 2021: Join The Human Race,[17] ('Únete a la raza humana')
- 2022: It Takes a Village,[18]  ('Se necesita una aldea')
- 2023: No Matter What,[19] ('Estamos aquí, pase lo que pase')[20]